# Anilios diversus
Anilios diversus — вид змій родини сліпунів (Typhlopidae). Ендемік Австралії.

## Поширення і екологія
Anilios diversus поширені на півночі Австралії, в Західній Австралії, на Північній Території та в Квінсленді. Вони живуть в пустелях та в спінніфексових заростях, що ростуть на червоних піщаних ґрунтах. Відкладають яйця.